# Commercial Metals Company
Commercial Metals Company – amerykańskie przedsiębiorstwo produkujące stal i metale, założone w 1915 roku. W Stanach Zjednoczonych posiada cztery huty stali (w Teksasie, Alabamie, Arkansas i Karolinie Południowej) oraz jedną hutę miedzi (Howell Metal Company w Wirginii). Jest również właścicielem polskiej Huty Zawiercie (po przejęciu w 2003 roku 71% udziałów huty) oraz chorwackiej Huty Sisak.
Spółka jest notowana na giełdzie NYSE.